# Wioślarstwo na Letnich Igrzyskach Olimpijskich 2016 – dwójka podwójna kobiet
Rywalizacja w dwójce podwójnej kobiet w wioślarstwie na Letnich Igrzyskach Olimpijskich 2016 rozgrywana była między 6 a 11 sierpnia na Lagoa Rodrigo de Freitas.
Do zawodów zgłoszonych zostało 13 osad.

## Terminarz
Wszystkie godziny podane są w czasie brazylijskim (UTC-03:00).
| Data             | Godzina   |            |
| Data             | UTC-03:00 |            |
| ---------------- | --------- | ---------- |
| 6 sierpnia 2016  | 11:15     | Eliminacje |
| 8 sierpnia 2016  | 10:40     | Repasaże   |
| 9 sierpnia 2016  | 10:20     | Półfinały  |
| 11 sierpnia 2016 | 11:04     | Finały     |

## Rekordy
| Nazwa             | Zawodnicy                       | Kraj            | Rezultat | Miejsce   | Data             |
| ----------------- | ------------------------------- | --------------- | -------- | --------- | ---------------- |
| Rekord świata     | Sally Kehoe Olympia Aldersey    | Australia       | 6:37,310 | Amsterdam | 29 sierpnia 2014 |
| Rekord olimpijski | Anna Watkins Katherine Grainger | Wielka Brytania | 6:44,330 | Londyn    | 30 lipca 2012    |

## Wyniki

### Eliminacje
Do półfinałów awansowały trzy pierwsze osady z każdego biegu. Pozostałe osady wzięły udział w repasażach.
Bieg 1
| Pozycja | Tor | Zawodnik                                   | Reprezentacja   | Czas    | Uwagi |
| ------- | --- | ------------------------------------------ | --------------- | ------- | ----- |
| 1.      | 1   | Milda Valčiukaitė Donata Vištartaitė       | Litwa           | 7:04,82 | Q     |
| 2.      | 2   | Katherine Grainger Victoria Thornley       | Wielka Brytania | 7:05,32 | Q     |
| 3.      | 4   | Hélène Lefebvre Élodie Ravera-Scaramozzino | Francja         | 7:05,65 | Q     |
| 4.      | 5   | Marie-Cathérine Arnold Mareike Adams       | Niemcy          | 7:13,49 |       |
| 5.      | 3   | Lisbet Jakobsen Nina Hollensen             | Dania           | 7:18,92 |       |

Bieg 2
| Pozycja | Tor | Zawodnik                                    | Reprezentacja     | Czas    | Uwagi |
| ------- | --- | ------------------------------------------- | ----------------- | ------- | ----- |
| 1.      | 1   | Magdalena Fularczyk-Kozłowska Natalia Madaj | Polska            | 7:16,16 | Q     |
| 2.      | 3   | Lü Yang Zhu Weiwei                          | Chiny             | 7:25,19 | Q     |
| 3.      | 4   | Julija Biczyk Tacciana Kuchta               | Białoruś          | 7:22,22 | Q     |
| 4.      | 2   | Meghan O’Leary Ellen Tomek                  | Stany Zjednoczone | 7:46,92 |       |

Bieg 3
| Pozycja | Tor | Zawodnik                             | Reprezentacja | Czas    | Uwagi |
| ------- | --- | ------------------------------------ | ------------- | ------- | ----- |
| 1.      | 4   | Eve MacFarlane Zoe Stevenson         | Nowa Zelandia | 7:14,31 | Q     |
| 2.      | 3   | Sally Kehoe Genevieve Horton         | Australia     | 7:17,34 | Q     |
| 3.      | 1   | Ekaterini Nikolaidu Sofia Asoumanaki | Grecja        | 7:20,64 | Q     |
| 4.      | 2   | Kristýna Fleissnerová Lenka Antošová | Czechy        | 7:35,85 |       |

### Repasaże
Trzy pierwsze osady awansowały do półfinału. Ostatnia osada odpadła z dalszej rywalizacji.
| Pozycja | Tor | Zawodnik                             | Reprezentacja     | Czas    | Uwagi |
| ------- | --- | ------------------------------------ | ----------------- | ------- | ----- |
| 1.      | 3   | Marie-Cathérine Arnold Mareike Adams | Niemcy            | 7:00,54 | Q     |
| 2.      | 4   | Meghan O’Leary Ellen Tomek           | Stany Zjednoczone | 7:00,60 | Q     |
| 3.      | 2   | Kristýna Fleissnerová Lenka Antošová | Czechy            | 7:03,68 | Q     |
| 4.      | 1   | Lisbet Jakobsen Nina Hollensen       | Dania             | 7:04,35 |       |

### Półfinały
Trzy pierwsze osady z każdego z półfinałów awansowały do finału A. Pozostałe osady awansowały do finału B.
Półfinał 1
| Pozycja | Tor | Zawodnik                             | Reprezentacja     | Czas    | Uwagi |
| ------- | --- | ------------------------------------ | ----------------- | ------- | ----- |
| 1.      | 5   | Ekaterini Nikolaidu Sofia Asoumanaki | Grecja            | 6:51,99 |       |
| 2.      | 3   | Milda Valčiukaitė Donata Vištartaitė | Litwa             | 6:52,46 |       |
| 3.      | 6   | Meghan O’Leary Ellen Tomek           | Stany Zjednoczone | 6:52,92 |       |
| 4.      | 4   | Eve MacFarlane Zoe Stevenson         | Nowa Zelandia     | 6:52,97 |       |
| 5.      | 1   | Marie-Cathérine Arnold Mareike Adams | Niemcy            | 6:58,70 |       |
| 6.      | 2   | Lü Yang Zhu Weiwei                   | Chiny             | 7:05,31 |       |

Półfinał 2
| Pozycja | Tor | Zawodnik                                    | Reprezentacja   | Czas    | Uwagi |
| ------- | --- | ------------------------------------------- | --------------- | ------- | ----- |
| 1.      | 4   | Magdalena Fularczyk-Kozłowska Natalia Madaj | Polska          | 6:50,63 |       |
| 2.      | 3   | Katherine Grainger Victoria Thornley        | Wielka Brytania | 6:52,47 |       |
| 3.      | 6   | Hélène Lefebvre Élodie Ravera-Scaramozzino  | Francja         | 6:54,34 |       |
| 4.      | 5   | Sally Kehoe Genevieve Horton                | Australia       | 6:55,37 |       |
| 5.      | 2   | Julija Biczyk Tacciana Kuchta               | Białoruś        | 6:57,64 |       |
| 6.      | 1   | Kristýna Fleissnerová Lenka Antošová        | Czechy          | 7:03,79 |       |

### Finały
Finał B
| Pozycja | Tor | Zawodnik                             | Reprezentacja | Czas    | Uwagi |
| ------- | --- | ------------------------------------ | ------------- | ------- | ----- |
| 1.      | 5   | Marie-Cathérine Arnold Mareike Adams | Niemcy        | 7:39,82 |       |
| 2.      | 2   | Julija Biczyk Tacciana Kuchta        | Białoruś      | 7:40,48 |       |
| 3.      | 4   | Sally Kehoe Genevieve Horton         | Australia     | 7:42,30 |       |
| 4.      | 1   | Kristýna Fleissnerová Lenka Antošová | Czechy        | 7:43,77 |       |
| 5.      | 6   | Lü Yang Zhu Weiwei                   | Chiny         | 7:45,68 |       |
| 6.      | 3   | Eve MacFarlane Zoe Stevenson         | Nowa Zelandia | 7:50,74 |       |

Finał A
| Pozycja | Tor | Zawodnik                                    | Reprezentacja     | Czas    | Uwagi |
| ------- | --- | ------------------------------------------- | ----------------- | ------- | ----- |
| złoto   | 3   | Magdalena Fularczyk-Kozłowska Natalia Madaj | Polska            | 7:40,10 |       |
| srebro  | 2   | Katherine Grainger Victoria Thornley        | Wielka Brytania   | 7:41,05 |       |
| brąz    | 5   | Milda Valčiukaitė Donata Vištartaitė        | Litwa             | 7:43,76 |       |
| 4.      | 4   | Ekaterini Nikolaidu Sofia Asoumanaki        | Grecja            | 7:48,52 |       |
| 5.      | 1   | Hélène Lefebvre Élodie Ravera-Scaramozzino  | Francja           | 7:52,03 |       |
| 6.      | 6   | Meghan O’Leary Ellen Tomek                  | Stany Zjednoczone | 8:06,18 |       |